# Trionymus orientalis
Trionymus orientalis är en insektsart som först beskrevs av William Miles Maskell 1898.  Trionymus orientalis ingår i släktet Trionymus och familjen ullsköldlöss. Inga underarter finns listade i Catalogue of Life.